# European Athletic Association
De European Athletic Association (EAA), ook bekend als European Athletics, is een Europees bestuursorgaan voor atletiek.

## Geschiedenis
In 1932 werd er tijdens een meeting van de IAAF in Los Angeles, plannen gemaakt om een speciaal comité aan te stellen om het Europees kampioenschap atletiek te organiseren. Het IAAF bestuur benoemde op 24 september 1933 het Europees comité met Szilard Stankovits als president. De eerste vergadering van het Europese comité werd gehouden op 7 januari 1934 in Boedapest en het eerste Europees Kampioenschap werd geplant op in 1934 in Turijn.
Het Europees comité werd tot 1966 op reguliere basis benoemd door de IAAF leden op een IAAF bijeenkomst. Hierna werd het alleen door Europese leden verkozen. In tussentijd werden de taken van het Europees comité verbreed tot het organiseren van allerhande wedstrijden in Europa.
Op een formele bijeenkomst op 1 november 1969 werd de vereniging onderdeel van de IAAF. De statuten werden in augustus 1970 op een IAAF-congres in Stockholm bekrachtigd en traden op het eerste EAA congres op 7 november 1970 in werking. Sindsdien heet de organisatie European Athletic Association (EAA).

## Doelstellingen
- Ontwikkelen en uitdragen van atletiek binnen Europa
- Bevorderen van eerlijke wedstrijden en vechten tegen alle vormen van doping alsmede discriminatie
- Organiseren van de Europese kampioenschappen
- Bevorderen van vriendschappelijke contacten tussen leden en de rechten en interesses van de leden beschermen binnen de mogelijkheden van de IAAF
- Onderhouden van contact met de IAAF en andere aangesloten bonden

## Kampioenschappen
- Europese kampioenschappen
- Europese indoorkampioenschappen
- Europese kampioenschappen (onder 23 jaar)
- Europese jeugdkampioenschappen
- Europese veldloopkampioenschappen
- Europese bergwandelkampioenschappen
- European Team Championships

## Presidenten
| Nr. | Periode     | President         |
| --- | ----------- | ----------------- |
| 1   | 1969 – 1976 | Adriaan Paulen    |
| 2   | 1976 – 1987 | Arthur Gold       |
| 3   | 1987 – 1999 | Carl-Olaf Homen   |
| 4   | 1999 – 2015 | Hansjörg Wirz     |
| 5   | 2015 – 2020 | Svein Arne Hansen |

## Leden
In 2007 bestond de EAA uit 50 nationale bonden.
| Nr. | Land | Bond                                            | Web |
| --- | ---- | ----------------------------------------------- | --- |
| 1   | ALB  | Federata Shqiptare e Atletikes                  |     |
| 2   | GER  | Deutscher Leichtathletik Verband                |     |
| 3   | AND  | Federació Andorrana d'Atletisme                 |     |
| 4   | ARM  | Athletic Federation of Armenia                  |     |
| 5   | AUT  | Österreichischer Leichtathletik-Verband         |     |
| 6   | AZE  | Azerbaijan Athletics Federation                 |     |
| 7   | BEL  | Koninklijke Belgische Atletiekbond              |     |
| 8   | BLR  | Belarus Athletic Federation                     |     |
| 9   | BIH  | Athletic Federation of Bosnia & Herzegovina     |     |
| 10  | BUL  | Bulgarian Athletic Federation                   |     |
| 11  | CYP  | Amateur Athletic Association of Cyprus          |     |
| 12  | CRO  | Hrvatski atletski savez                         |     |
| 13  | DEN  | Dansk Atletik Forbund                           |     |
| 14  | SVK  | Slovenský Atletický Zväz                        |     |
| 15  | SLO  | Atletska Zveza Slovenije                        |     |
| 16  | ESP  | Real Federación Española de Atletismo           |     |
| 17  | EST  | Eesti Kergejõustikuliit                         |     |
| 18  | FIN  | Suomen Urheiluliitto RY                         |     |
| 19  | FRA  | Fédération Française d'Athlétisme               |     |
| 20  | GEO  | Athletic Federation of Georgia                  |     |
| 21  | GIB  | Gibraltar Amateur Athletic Association          |     |
| 22  | GRE  | Hellenic Association of Amater Athletics        |     |
| 23  | HUN  | Magyar Atlétikai Szövetség                      |     |
| 24  | IRL  | Athletics Association of Ireland                |     |
| 25  | ISL  | Frjálsíþróttasamband Íslands                    |     |
| 26  | ISR  | Israeli Athletic Association                    |     |
| 27  | ITA  | Federazione Italiana di Atletica Leggera        |     |
| 28  | LAT  | Latvijas Vieglatlētikas Savienība               |     |
| 29  | LIE  | Liechtensteiner Turn-und Leichtathletik-Verband |     |
| 30  | LTU  | Lietuvos Lengvosios Atletikos Federacija        |     |
| 31  | LUX  | Fédération Luxembourgeoise d'Athlétisme         |     |
| 32  | MKD  | Atletska Federacija na Makedonija               |     |
| 33  | MLT  | Malta Amateur Athletic Association              |     |
| 34  | MDA  | Federatia de Atletism din Republica Moldova     |     |
| 35  | MON  | Fédération Monégasque d'Athlétisme              |     |
| 36  | MNE  | Athletic Federation of Montenegro               |     |
| 37  | NOR  | Norges Fri-idrettsforbund                       |     |
| 38  | NED  | Koninklijke Nederlandse Atletiek Unie           |     |
| 39  | POL  | Polski Związek Lekkiej Atletyki                 |     |
| 40  | POR  | Federação Portuguesa de Atletismo               |     |
| 41  | GBR  | UK Athletics                                    |     |
| 42  | CZE  | Český Atletický Svaz                            |     |
| 43  | ROU  | Federaţia Română de Atletism                    |     |
| 44  | RUS  | Russian Athletic Federation                     |     |
| 45  | SMR  | Federazione Sammarinese Atletica Leggera        |     |
| 46  | SRB  | Atletski Savez Srbije                           |     |
| 47  | SWE  | Svenska Friidrottsförbundet                     |     |
| 48  | SUI  | Schweizerischer Leichtathletik-Verband          |     |
| 49  | TUR  | Türkiye Atletizm Federasyonu                    |     |
| 50  | UKR  | Ukrainian Athletic Federation                   |     |